# Revava
Revava (hebreiska: רבבה) är en judisk bosättning på  Västbanken. Den ligger i den nordöstra delen av landet. Revava ligger 420 meter över havet och antalet invånare är 1 262.
Terrängen runt Revava är kuperad åt nordost, men åt sydväst är den platt. Terrängen runt Revava sluttar västerut. Runt Revava är det tätbefolkat, med 319 invånare per kvadratkilometer. Närmaste större samhälle är Ariel, 5,4 km öster om Revava. Trakten runt Revava består till största delen av jordbruksmark.